# 遠州佐倉駅
遠州佐倉駅（えんしゅうさくらえき）は、かつての静岡県小笠郡浜岡町（現御前崎市）にあった、静岡鉄道駿遠線の駅である。

## 現在
現在遠州佐倉駅舎は民家の物置として使われている。
跡地に医院が建っており、道路を挟んだ向かい側には佐倉郵便局がある。

## 隣の駅
静岡鉄道駿遠線
玄保駅 - 遠州佐倉駅 - 桜ヶ池駅